# El amor está en el aire (película)
El amor está en el aire (título original en inglés: Love Is in the Air) es una película de comedia romántica australiana de 2023 coescrita y dirigida por Adrian Powers. Protagonizada por Delta Goodrem como piloto de hidroavión que vuela en los trópicos del norte de Australia y que se enamora del hombre enviado para cerrar su negocio.
La película estuvo disponible para transmisión en Netflix a partir del 28 de septiembre de 2023.

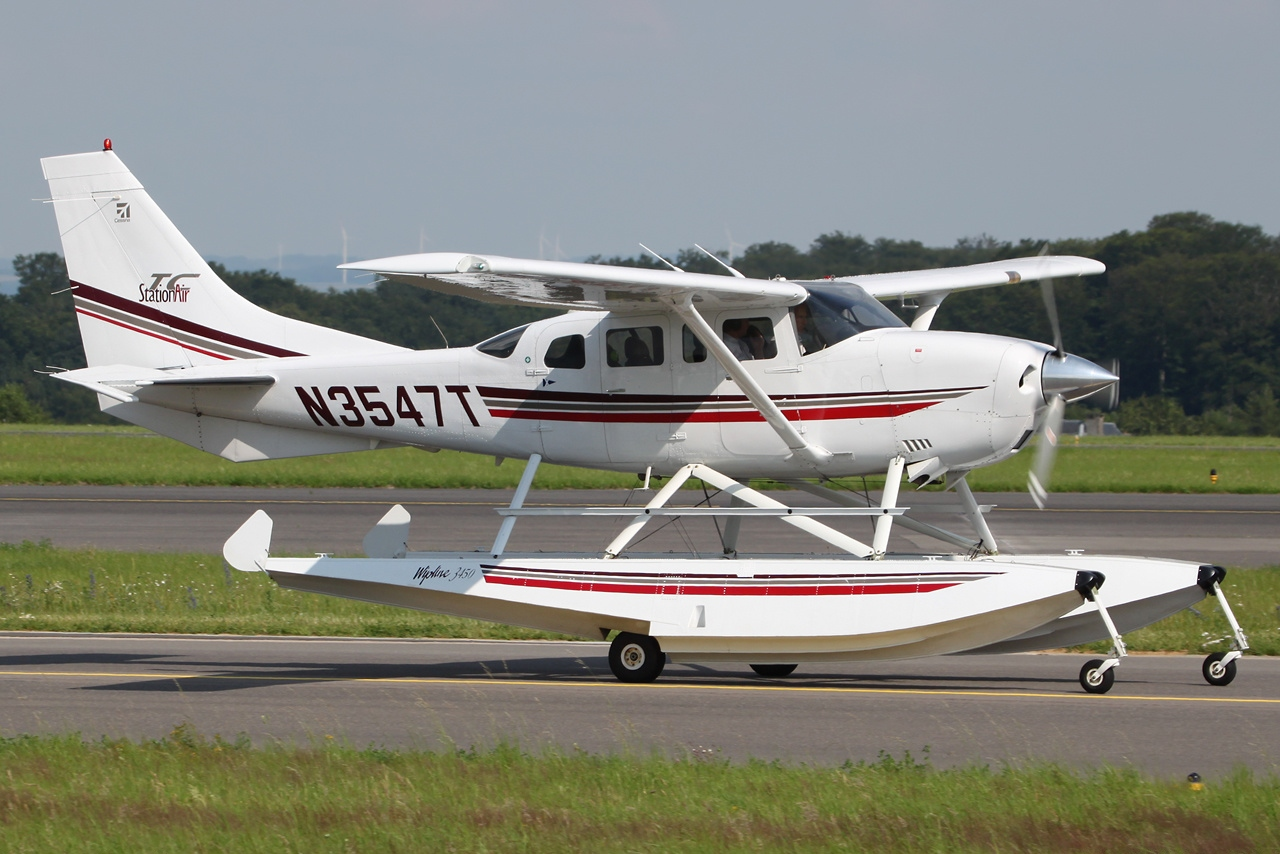
Un Cessna 206 similar al de la película.

## Reparto
- Delta Goodrem como Dana Randall
- Joshua Sasse como William[3]
- Roy Billing como Jeff
- Steph Tisdell como Nikki
- Simon Brook McLachlan como Heath
- Daniela Pizzirani como Serena
- Mia Grunwald como Michelle
- Hugh Parker como Duncan
- Dante Surace como residente de Packers Bay
- Richard Wheeler como residente de Packers Bay

## Producción
Producida por Jaggi Entertainment, con sede en Brisbane, y dirigida por Adrian Powers, la película se rodó en Whitsundays de Queensland, con el apoyo del gobierno de Queensland a través de Screen Queensland. En un comunicado, el productor Steve Jaggi dijo: "Grabado íntegramente en locaciones, traspasamos los límites al filmar en el glorioso 8K Vista Vision".

## Estreno
Netflix puso la película a disposición mundial para su transmisión el 28 de septiembre de 2023.